# شاهزاده هودونگ
شاهزاده هودونگ (۱۲ – ۳۲ میلادی) شاهزاده گوگوریو فرزند تموشین و بانو هه از بویو بود.
تصرف منطقهٔ ناک‌رانگ توسط تموشین شامل یک داستان رومانتیک می‌باشد که هنوز هم از آن به عنوان ماجرایی عاشقانه و تراژیک یاد می‌شود.
مشهور است که امپراتوری ناک‌رانگ طبل مقدسی داشت که از پوست گاو درست شده بود و این طبل در زمان حمله دشمن خودبه‌خود به صدا درمی‌آمد و همه را مطلع می‌کرد تا گرفتار شبیخون نشوند. البته به احتمال زیاد، طبل توسط راهب اعظم که دختر امپراتور بود به صدا درمی‌آمد.
در هر صورت، این مسئله موجب ترس و هراس همه اقوام و امپراتوری‌های همسایه بود. تموشین، امپراتورگوگوریو، که در فکر تسخیر ناک‌رانگ بود به همراه پسرش هودونگ، نقشه‌ای می‌چیند تا با نابودی این طبل، راه تسخیر این امپراتوری
هودونگ فرزند تموشین طبق نقشه به ناک‌رانگ فرار می‌کند و پناهنده سیاسی می‌شود. در این میان دختر دوم امپراتور چوی‌ری، لاهی، به هودونگ علاقه‌مند می‌شود و با او ازدواج می‌کند. البته لازم است ذکر شود علاقه لاهی و هودونگ دو طرفه بوده است
درخواست هودونگ از لاهی، پاره کردن طبل مقدس است. طبلی که جا میونگ محافظ آن است. سرانجام طبل در حالی‌که ارتش گوگوریو پشت مرز آماده حمله است، توسط لاهی پاره می‌شود و سرزمین ناک‌رانگ نابود می‌شود.

## تولد
او از پادشاه تموشین و همسرش به دنیا آمد. مادر بیولوژیکی او نوه شاه گالسا است. او چهره ای زیبا داشت و مورد لطف پادشاه بود، بنابراین او را هودونگ نامید. تموشین همچنین یک پسر به نام هه‌وو داشت، اما او از هودونگ کوچکتر بود. مشخص نیست که آیا نام خانوادگی خانواده سلطنتی اولیه گوگوریو گو(高) یا هه(解) بوده است، بنابراین نام خانوادگی هودونگ نیز نامشخص است.

## حرفه

### ازدواج باشاهدخت ناک‌رانگ
در سال سی و دوم (پانزدهمین سال سلطنت پادشاه تموشین)، در چهارمین ماه از تقویم قمری، هنگامی که هودونگ به اوکجو رفت، با پادشاه چویری پادشاه ناک‌رانگ ملاقات کرد و با دخترش، شاهزاده لاهی، ازدواج کرد. پس از آن، هودونگ به تنهایی به گوگوریو بازگشت و شخصی را نزد شاهدخت ناک‌رانگ فرستاد تا از او بخواهد که طبل‌ها و شیپورهای موجود در اسلحه خانه ناک‌رانگ را نابود کند. سپس گفت که با ادب به او سلام خواهد کرد. طبل و شیپور اشیایی بودند که با حمله دشمن به‌طور خودکار صدا تولید می‌کردند. شاهدخت ناک‌رانگ طبل را پاره کرد و شیپور را شکافت و هودونگ پدرش، پادشاه تموشین را متقاعد کرد که به ناک‌رانگ حمله کند. چویری آماده نبود و تنها زمانی که ارتش گوگوریو به زیر قلعه آمدند از تهاجم و خیانت دخترش مطلع شد. در نهایت او دختر خود را کشت و تسلیم گوگوریو شد.

### دعوای جنین و خودکشی
همسر پادشاه تموشین نگران بود که هودونگ ولیعهد شود، بنابراین دروغی ساخت و از پادشاه انتقاد کرد و گفت: "به نظر می‌رسد که هودونگ با او به عنوان یک ادب رفتار نمی‌کند و سعی می‌کند مرتکب زنا شود." پادشاه تموشین ابتدا حرف او را باور نکرد، اما وقتی ملکه گریه کرد و جانش را به خطر انداخت، نتوانست به هودونگ مشکوک نشود و خیلی زود سعی کرد او را مجازات کند. برخی از مردم پرسیدند که چرا او توضیح نداد، اما هودونگ بر روی شمشیر خود افتاد و مرد و آخرین کلمات را پشت سر گذاشت: "اگر بهانه ای بیاورم، شرارت مادرم را آشکار می‌کند و باعث نگرانی پادشاه می‌شود. چگونه می‌توانم تماس بگیرم. این فرزندسالاری است؟" نوامبر (تقویم قمری) در پانزدهمین سال سلطنت پادشاه تموشین بود. ماه بعد، هائه‌وو ولیعهد شد.

## ارزیابی
در مورد مرگ هودونگ، کیم بو سیک گفت که هودونگ باید به خوبی به پدرش پاسخ می‌داد و از مرگ او اجتناب می‌کرد، حتی اگر می‌دانست که قصد کشتن او را دارد و فرزند پرستی بود، اما هودونگ در مورد کوچک بودن وسواس داشت. همه چیز را نابینا می‌دانست و می‌گفت که پدرش را به بی‌عدالتی بزرگ‌تری دچار کرده است. ناگفته نماند که پیش از این، وی بیشتر از حماقت و بی کفایتی شاه تموشین انتقاد کرد.